# Koki
Koki är en ort i Komorerna.   Den ligger i distriktet Anjouan, i den centrala delen av landet, 140 km öster om huvudstaden Moroni. Koki ligger 380 meter över havet och antalet invånare är 4 929. Den ligger på ön Anjouan.
Terrängen runt Koki är kuperad åt nordväst, men åt sydost är den bergig. Havet är nära Koki åt nordväst. Runt Koki är det tätbefolkat, med 790 invånare per kvadratkilometer. Närmaste större samhälle är Moutsamoudou, 4,6 km väster om Koki. I omgivningarna runt Koki växer i huvudsak städsegrön lövskog.